# 戴玉忠
戴玉忠（1947年1月—），男，汉族，辽宁凤城人，中华人民共和国政治人物，第十一届全国人民代表大会辽宁地区代表。

## 生平
1973年加入中国共产党。1982年1月毕业于吉林大学法律系法律专业。2008年，担任全国人大内务司法委员会委员，最高人民检察院检察委员会副部级专职委员，二级大检察官。